# Nesippus
A Nesippus az állkapcsilábas rákok (Maxillopoda) osztályának a Siphonostomatoida rendjébe, ezen belül a Pandaridae családjába tartozó nem.

## Tudnivalók
A Nesippus-fajok tengeri élőlények. Közülük a legtöbben élősködő életmódot folytatnak.

## Rendszerezés
A nembe az alábbi 6 faj tartozik:
- Nesippus crypturus Heller, 1865
- Nesippus gonosaccus Heegaard, 1943
- Nesippus nana Cressey, 1970
- Nesippus orientalis Heller, 1865
- Nesippus tigris Cressey, 1967
- Nesippus vespa Cressey, 1964

A két alábbi faj meglehet, hogy nem ebbe a nembe tartozik:
- Nesippus bengalensis Gnanamuthu, 1949 (taxon inquirendum)
- Nesippus curticaudis (Dana, 1849) (taxon inquirendum)